# Joseph Patrick Kennedy

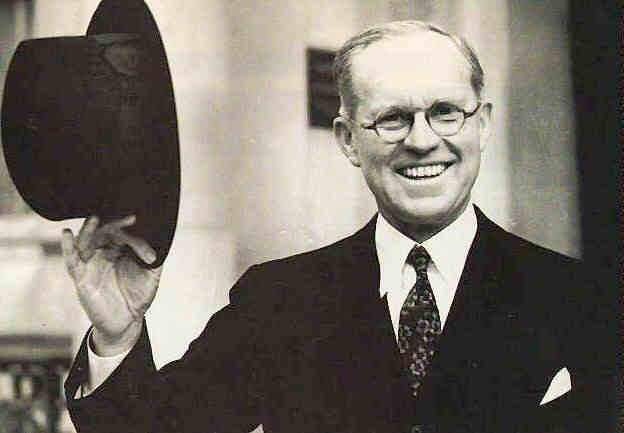
Joseph P. Kennedy

Joseph «Joe» Patrick Kennedy (6 de setembre de 1888 – 8 de novembre de 1969) fou un important empresari i figura política dels Estats Units, ambaixador al Regne Unit durant el mandat del president Roosevelt i patriarca de la família Kennedy; pare del president John F. Kennedy i dels senadors Robert i Ted Kennedy. Fou un dels líders del Partit Demòcrata, especialment dins de la comunitat catòlica-irlandesa, i amb negocis i interessos econòmics a escala nacional, va crear les fortunes polítiques familiars.

## Biografia

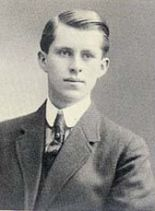
Joe Kennedy durant l'època escolar

Kennedy va néixer a Boston, Massachusetts, el 6 de setembre de 1888, primer fill de Mary Hickey i Patrick Joseph Kennedy, una figura important de la comunitat irlandesa de la ciutat. Conegut familiarment com a "P.J.", Patrick J. Kennedy havia passat de ser un treballador ordinari a un empresari d'èxit, i va ser clau en la creació de dues institucions financeres de Boston: el Columbia Trust Company i el Sumner Saving Bank. Joe Kennedy va néixer durant el tercer període del seu pare a la Cambra de Representants de Massachusetts. Els seus avantpassats van emigrar a Massachusetts la dècada del 1840, per escapar de la gran fam irlandesa. Kennedy va néixer al si d'una societat altament sectària, on els catòlics-irlandesos se sentien discriminats per la burgesia de la Nova Anglaterra. Els irlandesos de Boston, per aquest motiu, van decidir entrar en política i van esdevenir membres del partit Democràta.
Joe va créixer al East Boston i va anar a escoles catòliques fins al vuitè curs, quan els seus pares el van matricular a la Boston Latin School, una acadèmia del sistema d'educació pública de Boston i on es estudiaven els membres de l'elit de la ciutat. Malgrat tenir aptituds per les matemàtiques, l'historial acadèmic de Kennedy al Boston Latin va ser mediocre. Tot i així, va ser popular entre els seus companys, qui el van elegir president de classe durant l'últim curs.
Seguint les passes dels seus cosins, va ingressar a Harvard. Es va centrar a convertir-se en un líder social i treballar amb energia per ingressar al Hasty Pudding Club, el cercle social més prestigiós de la institució. Es va graduar el 1912. Durant la tardor d'aquell any va començar la seva carrera en el món de les finances, la qual li portaria molta riquesa durant la seva vida.

## Matrimoni i família
En els seus últims anys a la universitat, Kennedy va iniciar una relació amb Rose Elizabeth Fitzgerald, filla de l'alcalde demòcrata de Boston John F. Fitzgerald. Com a descendents de dos importants i influents homes, tots dos havien crescut en els mateixos cercles socials, i havien passat junts unes vacances d'estiu quan eren nens. En els seus anys d'adolescència, Joseph Kennedy va començar a acompanyar Rose a balls i festes.
Finalment, es van casar l'octubre de 1914, i dues setmanes després es van instal·lar al suburbi de Brookline. Van tenir nou fills.
| Nom                         | Naixement            | Mort                 | Edat de mort | Anotacions / Causa de la mort |
| --------------------------- | -------------------- | -------------------- | ------------ | --- |
| Joseph Patrick Kennedy, Jr. | 25 de juliol, 1915   | 12 d'agost, 1944     | 29           | Mor a Anglaterra quan pilotava el seu avió de combat durant la Segona Guerra Mundial. |
| John Fitzgerald Kennedy     | 29 de maig, 1917     | 22 de novembre, 1963 | 46           | Casat amb Jacqueline Lee Bouvier l'any 1953. Va ser el 35è president dels Estats Units. Assassinat a Dallas, Texas d'un tret de rifle al cap.                                                    |
| Rose Marie Kennedy          | 13 de setembre, 1918 | 7 de gener, 2005     | 86           | Li van practicar una lobotomia al 1941, des de llavors va estar ingressada a una institució mental fins a la seva mort.                                                                          |
| Kathleen Agnes Kennedy      | 20 de febrer, 1920   | 13 de maig, 1948     | 28           | Casada l'any 1944 amb William Cavendish, marquès de Hartington; mor en un accident d'avió a França.                                                                                              |
| Eunice Mary Kennedy         | 10 de juliol, 1921   | 11 d'agost, 2009     | 88           | Casada el 1953 amb Sargent Shriver; mor a Hyannis port, Massachusetts. |
| Patricia Helen Kennedy      | 6 de maig, 1924      | 17 de setembre, 2006 | 82           | Casada el 1954 amb Peter Lawford; divorciada el 1966. Mor l'any 2006 arran d'una pneumònia. |
| Robert Francis Kennedy      | 20 de novembre, 1925 | 6 de juny, 1968      | 42           | Casat el 1950 amb Ethel Skakel. Va ser Fiscal General dels Estats Units - 1961–1964 i senador per Nova York - 1965–1968. Assassinat a Los Angeles, California.                                   |
| Jean Ann Kennedy            | 20 de febrer, 1928   |                      |              | Casada el 1956 amb Stephen Edward Smith; ambaixadora dels Estats Units a Irlanda - 1993-1998. |
| Edward Moore Kennedy        | 22 de febrer, 1932   | 25 d'agost, 2009     | 77           | Casat el 1958 amb Joan Bennett, divorciat l'any 1982; casat el 1992 amb Victoria Reggie. Va ser senador per Massachusetts des de 1962 fins a la seva mort l'any 2009 degut a un càncer cerebral. |

## Negocis

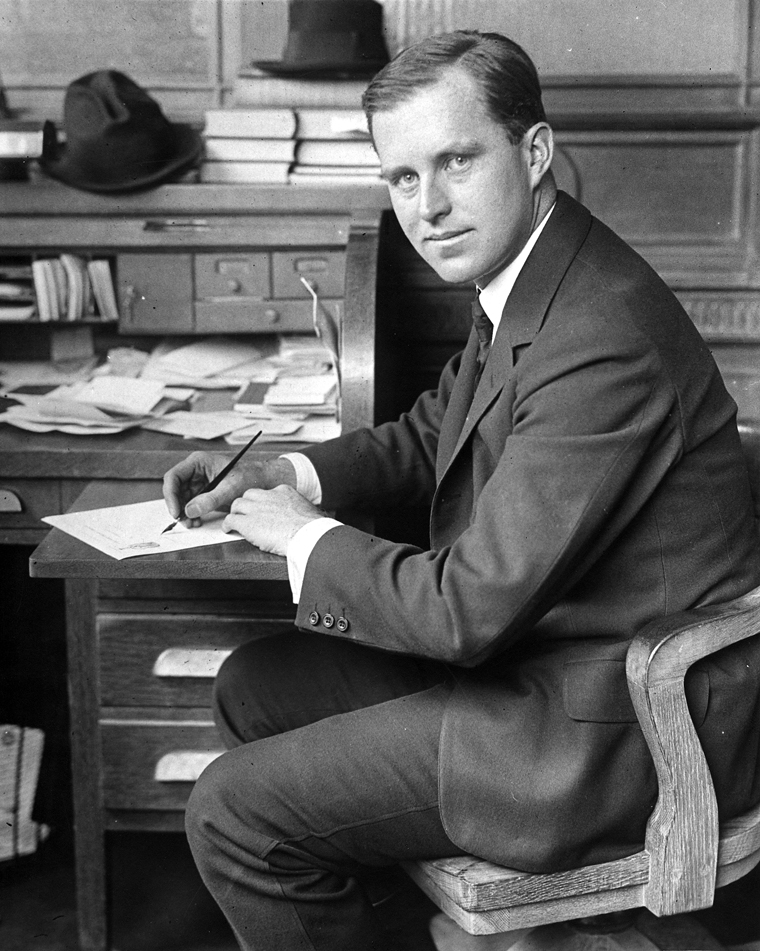
Joseph P. Kennedy, 1914

Per la dècada de 1910, Joseph Kennedy va fer un important pas dintre del món dels negocis. El banc que el seu pare havia ajudat a iniciar, el Columbia Trust, tenia problemes econòmics i els accionistes estaven a punt de vendre les seves parts. Veient-hi una oportunitat, el jove Kennedy va buscar assessorament i va obtenir el suport per a comprar participacions de control de l'entitat esdevenint, segons la premsa, el president de banc més jove del país, als 25 anys. Com a cap de l'entitat, Kennedy va treballar intensivament a tenir cura de les seves relacions, tant amb la seva base de clients de classe treballadora i alhora amb les elits del món dels negocis de Boston. El seu ingrés a aquest cercle es va veure confirmat amb la seva elecció pel Consell d'Administració de la Companyia Elèctrica de Massachusetts, l'empresa de serveis públics líder a Nova Anglaterra per aquells anys. Va ser nomenat membre el 29 de maig de 1917, el dia del naixement del seu segon fill, John.
Kennedy va sorgir com un empresari amb molt d'èxit i amb una visió especial pels negocis. Tot i ser escèptic respecte de la participació dels Estats Units en la Primera Guerra Mundial, es va esforçar per participar en la producció en temps de guerra com a sotsdirector d'una important drassana de Bethlehem Steel, un dels principals proveïdors de blindatge i armament de les forces armades durant aquella època, a Quincy, Massachusetts. Hi va supervisar la producció de vaixells de guerra. El desenvolupament de la seva feina el va portar a estar en contacte amb el sotssecretari de la marina, Franklin D. Roosevelt.

### Final de la Guerra
Durant els mesos finals de la guerra, la quantitat de treball havia portat a Kennedy fins a l'esgotament i també havia nascut la seva filla, Rosemary. Obeservant la inevitable disminució de la producció de la companyia degut al temps de pau, va veure que no hi hauria els mateixos reptes i, sobretot, les mateixes perspectives amb l'empresa. Va decidir, aleshores, tornar al món financer, però va buscar la millor opció.
La va trobar en Galen Stone, un associat de la junta de la Companyia Elèctrica de Massachusetts. Amb Stone com a mentor, va aprendre els preceptes i la viabilitat del mercat de valors, invertint-hi el seu propi capital. Van arribar temps difícils i es van produir retrocessos, però el progrés i èxit de Kennedy eren notables. Quan Stone es va retirar el 1923, va decidir continuar endavant. Va establir la seva pròpia firma, "Joseph P. Kennedy, Banker", oferint un ventall de serveis financers basats en els coneixements i habilitats que havia desenvolupat mentre treballava amb Stone. Durant els tres anys següents, va emprendre una sèrie de projectes empresarials pel seu propi compte, que el van convertir en un home adinerat, amb una fortuna neta de dos milions de dòlars.

### Inversions en el cinema, importació de licors i béns immobles
Kennedy va treure grans beneficis de la reorganització i refinançament de molts estudis a Hollywood. La producció de pel·lícules als Estats Units era molt descentralitzada, amb molts estudis diferents produint-ne. Un petit estudi era FBO, Film Booking Offices of Amèrica, el qual s'especialitzava a produir Westerns de baix cost. El seu propietari tenia problemes econòmics i va demanar ajuda a Kennedy per tal de trobar un nou propietari. Joseph va organitzar el seu propi grup d'inversors i van comprar l'estudi per 1.5 milions de dòlars.
Kennedy es va traslladar a Hollywood el març de 1926, per a centrar-se a dirigir de l'estudi. En aquell temps, als estudis de cinema se'ls permetia posseir companyies d'exhibició que fossin necessàries perquè els seus films es veiessin en les pantalles locals. Amb aquesta idea, va adquirir Keith-Albee-Orpheum Theaters Corporation (KAO), amb més de 700 sales de cine per tot el país. Posteriorment va comprar, també, un altre estudi de producció, Pathe Exchange.
L'octubre de 1928, Kennedy va fusionar les seves companyies FBO i KAO per tal formar Radio-Keith-Orpheum (RKO) i va aconseguir una gran quantitat de diners en el procés. Després, disposat a comprar la cadena Pantages Theatre, amb 63 sales, Kennedy va oferir $8 milions per ella. L'oferta va ser refusada. Aleshores, va decidir deixar de distribuir les pel·lícules d'aquella companyia. Igualment, el propietari no va acceptar vendre. No obstant això, quan Alexander Pentages va ser acusat i jutjat per violació, la seva reputació es va veure profundament afectada i va acceptar una oferta de Kennedy per $3.5 milions. Pantages després va denunciar haver estat víctima d'una trampa de Kennedy, al·legació que va substanciar en un segon judici. S'estima que Kennedy va guanyar prop de 5 milions de dòlars amb les seves inversions a Hollywood.

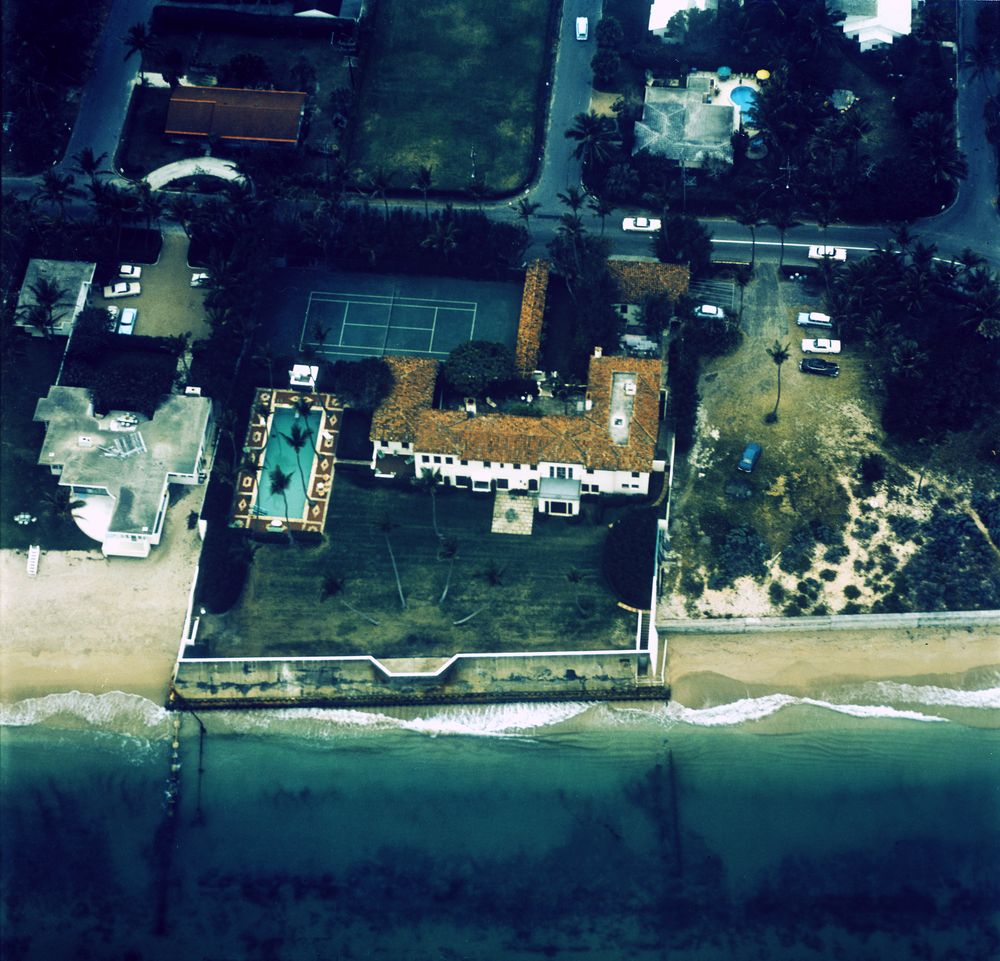
Casa Kennedy a Palm Beach

Una llegenda urbana recurrent és que Kennedy va fer fortuna amb el contraban d'alcohol durant la Prohibició. Tot i que no n'hi ha evidència, Kennedy sí que va tenir extenses inversions en la importació legal de begudes alcohòliques. Aquest rumor es pot atribuir a Danny Walsh i Samuel Bronfman i el seu sindicat del crim, els quals, de fet, van fer contraban d'aquest tipus de begudes a través de la frontera canadenca-americana. Posteriorment a la Prohibició, Bronfman tenia una implacable rivalitat amb Kennedy per adquirir els drets de distribució de licor a Nord-amèrica.
Als inicis de l'administració Roosevelt, Kennedy i James Roosevelt, fill del president, van fundar "Somerset Importers", una entitat que actuava com l'agent exclusiu de Gordon's Dry Gin i Dewar's Scotch als Estats Units. Van reunir un gran inventari en stock, que suposadament van vendre, traient-ne milions de dòlars de beneficis, en ser revocada la Prohibició. Kennedy va invertir els seus guanys en immobles residencials i comercials a Nova York, el restaurant Le pavillon i d'altres propietats a Florida, com ara la seva residència familiar a Palm Beach o el Complex Kennedy a  Hyannis Port. L'adquisició més important fou l'edifici d'oficines més gran del país, el "Chicago's Merchandise Mart", el qual va proporcionar a la família una base important en aquella ciutat i una aliança amb el lideratge polític irlandès-estatunidenc de la regió.

## Política

### Suport a Roosevelt
Durant els inicis de la dècada de 1930, Kennedy va centrar totes les seves energies en el món polític. Com a empresari d'èxit, s'esperava que la seva lleialtat anés als republicans i amb Herbert Hoover a les presidencials de 1932, però l'envergadura i profunditat de la Depressió van afeblir la fe de Kennedy en les solucions republicanes. Joe estava convençut que calia fer un canvi en el sistema per tal de preservar-lo i estava disposat a involucrar el seu patrimoni per tal de formar-ne part. Per tant, Kennedy va donar el seu suport personal i econòmic a la campanya presidencial de Franklin D. Roosevelt. La seva intercessió va portar el suport del poderós magnat de la premsa, William Randolph Hearst.
El seu treball amb la campanya va despertar les seves ambicions polítiques. Després de la presa de possessió com a president de Roosevelt, esperava algun lloc dintre de la seva administració. No trobar-ne el va decebre. Això va canviar quan Roosevelt va designar Kennedy per presidir la recent creada Securities and Exchange Commission. Malgrat els clams generalitzats pel nomenament d'un ex-especulador en una posició influent de regulació, la permanència de Kennedy en el càrrec va demostrar que això era el començament que li calia a la nova agència; Kennedy coneixia el món dels negocis, els empresaris, i entenia les pràctiques que havia de regular i va saber mantenir-ne l'ordre. Malgrat haver estat designat per un mandat de cinc anys, Kennedy va renunciar el setembre de 1935, argumentant que havia aconseguit el que havia de fer.
Entre 1935 i 1936, Kennedy va servir com a consultor en temes financers i polítics. Després d'un viatge de sis setmanes per Europa, la tardor de 1935, va reportar a Roosevelt sobre la situació econòmica del continent. Durant aquells anys Joe també va tornar breument a la indústria del cine, preparant una anàlisi de negoci demanada per Paramount Pictures.

La campanya presidencial de 1936 va tornar a portar Kennedy dintre de la política. Roosevelt li va demanar el seu suport amb la campanya i Kennedy li va respondre amb el seu llibre "I'm for Roosevelt", el qual havia publicat i s'havia encarregat que fos àmpliament distribuït. Escrit amb l'ajuda d'Arthur Krock, un amic seu i columnista de The New York Times, el llibre presentava arguments de per què els empresaris havien de donar el suport a l'aleshores president i al New Deal, explicats des de la perspectiva del suport personal que el mateix Kennedy hi havia donat. El llibre va tenir un rellevant impact dintre de la comunitat empresarial i després de la seva reelecció, Roosevelt va designar Kennedy president de la Comissió Marítima dels Estats Units. 

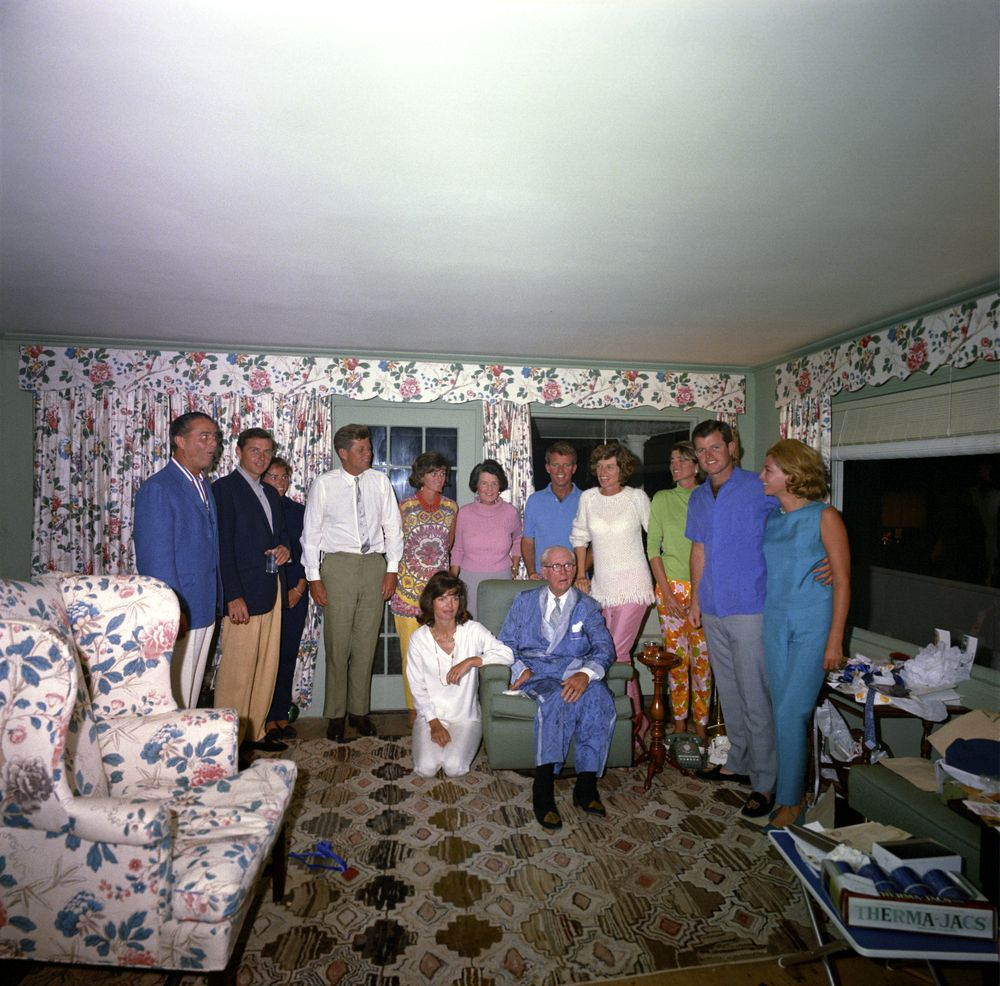
La Família Kennedy, 1963

Va romandre al càrrec només durant deu mesos. Durant els primers de 1937, Roosevelt va nomenar Kennedy ambaixador dels Estats Units al Regne Unit. Kennedy va renunciar oficialment de la Comissió Marítima el febrer de 1938.

## Darrers anys i mort
El 19 de desembre de 1961, a l'edat de 73 anys, Joseph P. Kennedy va patir un accident vascular cerebral. En va sobreviure, però va perdre les seves capacitats comunicatives, quedant paralitzat tot el costat dret del seu cos. Gràcies a la teràpia, va recuperar certes habilitats i funcions. Va aconseguir caminar amb l'ajuda d'un bastó i també va millorar la seva parla. Dos anys després, quan en tenia 75, estava notablement afeblit i va haver d'utilitzar una cadira de rodes. En aquesta condició va viure sis anys més, essent testimoni de l'assassinat de John i Robert. La seva salut es va veure deteriorada per diversos atacs de cor més, morint finalment el 18 de novembre de 1969, als 81 anys, a la seva casa del Complex Kennedy a Hyannis Port.